# Brachythecium chocayae
Brachythecium chocayae är en bladmossart som beskrevs av Theodor Carl Karl Julius Herzog 1916. Brachythecium chocayae ingår i släktet gräsmossor, och familjen Brachytheciaceae. Inga underarter finns listade i Catalogue of Life.